# Monsieur Hawarden (film)
Monsieur Hawarden is een Belgisch/Nederlandse zwart-witfilm, geregisseerd door Harry Kümel. De film ging in 1968 in première, begin 1969 in Nederland. Het verhaal is gebaseerd op de gelijknamige novelle van Filip De Pillecyn. De hoofdrollen worden vertolkt door Ellen Vogel, Hilde Uitterlinden, Joan Remmelts en Dora van der Groen.
De film is opgenomen in kasteel van Horne in het Limburgse dorpje Vechmaal.
De film is door Kümel opgedragen aan de Oostenrijks-Amerikaanse regisseur Josef von Sternberg.

## Verhaal
De film en de novelle van De Pillecyn zijn gebaseerd op waargebeurde feiten, vermeld in de memoires van een zekere Alexandre Micha. Daar is ook een roman van Henry Pierre Faffin, een schrijver uit Stavelot, op gebaseerd.
Alex Micha is als jongen het enige gezelschap van een wereldvreemde, mysterieuze aristocratische vreemdeling, Monsieur Hawarden (Ellen Vogel). Die is afkomstig uit Parijs en heeft zich gevestigd in het dorpje Ligneuville nabij Malmedy. In werkelijkheid is Monsieur Hawarden een vrouw, Mériora Gillibrand, maar tot aan haar dood bewaart ze dit geheim, ook voor Alex Micha (Axel in de film, gespeeld door Xander Fischer). Enkel haar trouwe huishoudster Victorine is ervan op de hoogte en bewaart mede het geheim. Monsieur Hawarden heeft een moord op haar geweten en met deze travestie wil ze ontsnappen aan de vervolging voor dat misdrijf. Ze gaat nog eenmaal in het geheim als vrouw naar Spa om er een liefdesavontuur te beleven, maar dat draait op een ontgoocheling uit. Uiteindelijk pleegt ze zelfmoord, omdat ze de vervreemding niet meer aankan. In werkelijkheid stierf "Monsieur Hawarden" aan verwondingen aan haar longen. Pas na haar dood werd haar ware identiteit achterhaald.

## Rolverdeling
| Acteur                   | Personage         | Rolbeschrijving               |
| ------------------------ | ----------------- | ----------------------------- |
| Ellen Vogel              | Monsieur Hawarden |                               |
| Hilde Uitterlinden       | Victorine         | huishoudster                  |
| Joan Remmelts            | Deschamps         | Rentmeester                   |
| Dora van der Groen       |                   | Echtgenote van de rentmeester |
| Xander Fischer           | Axel              | zoon van de rentmeester       |
| John Lanting             | Walter            | een knecht                    |
| Carola Gijsbers van Wijk | Corine            | een meid                      |
| Beppie Blokker           | Emma              | de kokkin                     |
| Ernie Damen              | Hans              | tweede knecht                 |

- kleinere rollen o.m. voor Senne Rouffaer, Jan Blokker en de jonge Rutger Hauer wiens scènes echter niet in de uiteindelijke film te zien zijn.